# Kandhamal (huyện)
Huyện Kandhamal là một huyện thuộc bang Odisha, Ấn Độ. Thủ phủ huyện Kandhamal đóng ở Phulbani. Huyện Kandhamal có diện tích 6004 ki lô mét vuông. Đến thời điểm năm 2001, huyện Kandhamal có dân số 647912 người.